# Lars van der Haar
Lars van der Haar (n. Woudenberg, 23 de julho de 1991) é um ciclista profissional neerlandês que atualmente corre para a equipa Telenet Baloise Lions.

## Palmarés

### Ciclocross
- 2011
- Campeonato Mundial sub-23
- 2012
- Campeonato Mundial sub-23

- 2013
  - 3.º no Campeonato Mundial
- Campeonato dos Países Baixos de Ciclocross
- 2014
- Copa do Mundo
- Campeonato dos Países Baixos de Ciclocross

- 2015
  - 3.º no Campeonato dos Países Baixos de Ciclocross 
  - 3.º no Campeonato Mundial
- Campeonato Europeu de Ciclocross

- 2016
  - 2.º no Campeonato dos Países Baixos de Ciclocross 
  - 2.º no Campeonato Mundial de Ciclocross

- 2017
  - 3.º no Campeonato dos Países Baixos de Ciclocross

- 2018
  - 2.º no Campeonato Europeu de Ciclocross 
  - 2.º no Campeonato dos Países Baixos de Ciclocross

- 2019
  - 2.º no Campeonato dos Países Baixos de Ciclocross

- 2020
  - 2.º no Campeonato dos Países Baixos de Ciclocross

### Estrada
- 2014
  - 1 etapa do Oberösterreichrundfahrt